# تيم منا

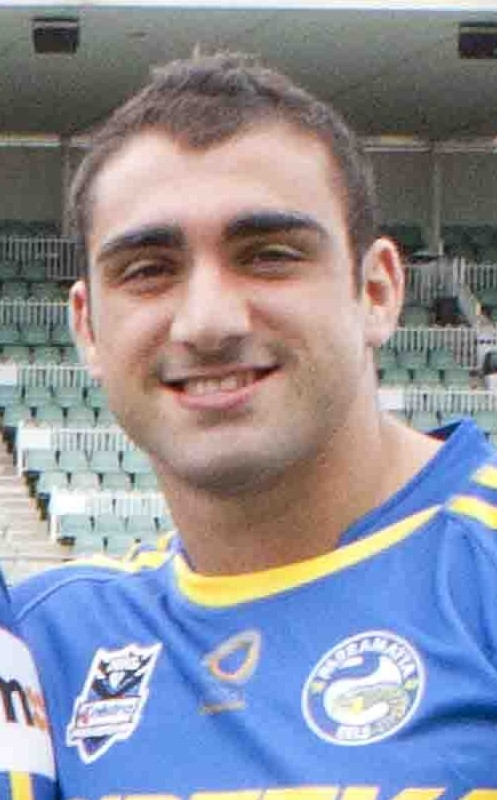

تيم منا (بالإنجليزية: Tim Mannah) (مواليد سيدني 1988) هو أسترالي من أصل لبناني لاعب ركبي محترف في دوري أستراليا وبلعب حاليا مع فريق باراماتا إيلس.

## إحترافه
بدأ اللعب في مدرسته «الثانوية المسيحية». عام 2006، قاد فريق «أستراليا للطلاب» وسجل هدفين ضد الفريق الفرنسي. وعام 2008 كان أول كابتن لفريق باراماتا في مباراة أن واي سى.